# Сан-Педро (Сукре)
Сан-Педро (исп. San Pedro) — город и муниципалитет на севере Колумбии, на территории департамента Сукре. Входит в состав субрегиона Ла-Сабана.

## История
Поселение, из которого позднее вырос город, было основано в 1684 году. Муниципалитет Сан-Педро был выделен в отдельную административную единицу в 1939 году.

## Географическое положение
Город расположен на севере центральной части департамента, в пределах Прикарибской низменности, на расстоянии приблизительно 34 километров к востоку-северо-востоку (ENE) от города Синселехо, административного центра департамента. Абсолютная высота — 144 метра над уровнем моря.
Муниципалитет Сан-Педро граничит на северо-западе с территорией муниципалитета Овехас, на западе — с муниципалитетом Лос-Пальмитос, на юго-западе и юге — с муниципалитетом Синсе, на востоке — с муниципалитетом Буэнависта, на северо-востоке — с территорией департамента Боливар. Площадь муниципалитета составляет 222 км².

## Население
По данным Национального административного департамента статистики Колумбии, совокупная численность населения города и муниципалитета в 2015 году составляла 16 038 человек.
Динамика численности населения муниципалитета по годам:
| 2005   | 2006   | 2007   | 2008   | 2009   | 2010   | 2011   | 2012   | 2013   | 2014   | 2015   |
| ------ | ------ | ------ | ------ | ------ | ------ | ------ | ------ | ------ | ------ | ------ |
| 16 415 | 16 387 | 16 356 | 16 323 | 16 287 | 16 250 | 16 210 | 16 167 | 16 122 | 16 075 | 16 038 |

Согласно данным переписи 2005 года мужчины составляли 51,8 % от населения Сан-Педро, женщины — соответственно 48,2 %. В расовом отношении белые и метисы составляли 98,6 % от населения города; негры, мулаты и райсальцы — 1,4 %.
Уровень грамотности среди всего населения составлял 82,6 %.

## Экономика
Основу экономики Сан-Педро составляет сельское хозяйство.
64,5 % от общего числа городских и муниципальных предприятий составляют предприятия торговой сферы, 29,3 % — предприятия сферы обслуживания, 6 % — промышленные предприятия, 0,2 % — предприятия иных отраслей экономики.

## Транспорт
Через город проходит национальное шоссе № 78.